# Timișoara 89ers
I Timișoara 89ers sono una squadra di football americano, di Timișoara, in Romania, fondata nel 2010.

## Dettaglio stagioni

### Amichevoli
| Stagione | Vin | Par | Per | Tot | PF | PS | avversaria                                            |
| -------- | --- | --- | --- | --- | -- | -- | ----------------------------------------------------- |
| 2016     | 0   | 0   | 1   | 1   | 7  | 27 | Vršac Lavovi                                          |
| 2018     | 2   | 0   | 1   | 3   | 20 | 18 | Cluj Crusaders, Bucharest Rebels, Budapest Cowbells 2 |
| 2021     | 3   | 0   | 0   | 3   | 58 | 20 | Bucharest Titans, Cluj Crusaders                      |
| Totale   | 5   | 0   | 2   | 7   | 85 | 65 |                                                       |

### Tornei nazionali

#### Campionato

##### CNFA
| Stagione | regular season | regular season | regular season | regular season | regular season | regular season | playoff | playoff | playoff | playoff | playoff | playoff            | playoff            |
|          | Vin            | Par            | Per            | Tot            | PF             | PS             | Vin     | Per     | Tot     | PF      | PS      | risultato          | avversaria         |
| -------- | -------------- | -------------- | -------------- | -------------- | -------------- | -------------- | ------- | ------- | ------- | ------- | ------- | ------------------ | ------------------ |
| 2010     | 0              | 0              | 3              | 3              | 0              | 99             | -       | -       | -       | -       | -       | -                  | -                  |
| 2013     | 2              | 0              | 1              | 3              | 48             | 30             | 0       | 1       | 1       | 8       | 14      | RoBowl             | Cluj Crusaders     |
| 2014     | 3              | 0              | 0              | 3              | 120            | 8              | 1       | 1       | 2       | 62      | 18      | RoBowl             | Bucharest Rebels   |
| 2015     | 2              | 0              | 3              | 5              | 129            | 101            | 1       | 1       | 2       | 23      | 66      | Terzo posto        | Bucharest Warriors |
| 2016     | 2              | 0              | 2              | 4              | 48             | 78             | 0       | 2       | 2       | 42      | 46      | Quarto posto       | Bucharest Warriors |
| 2017     | 2              | 0              | 2              | 4              | 74             | 83             | 1       | 1       | 2       | 24      | 39      | Vincitori finalina | Mures Monsters     |
| 2018     | 2              | 0              | 2              | 4              | 78             | 80             | 1       | 1       | 2       | 19      | 51      | Terzo posto        | Bucharest Warriors |
| 2019     | 3              | 0              | 1              | 4              | 103            | 59             | 1       | 1       | 2       | 29      | 43      | RoBowl             | Bucharest Rebels   |
| 2021     | 2              | 0              | 3              | 5              | 106            | 122            | -       | -       | -       | -       | -       | -                  | -                  |
| 2022     | 1              | 0              | 4              | 5              | 123            | 183            | -       | -       | -       | -       | -       | -                  | -                  |
| Totale   | 19             | 0              | 21             | 40             | 829            | 843            | 4       | 8       | 12      | 207     | 277     |                    |                    |

Fonti: Enciclopedia del Football - A cura di Roberto Mezzetti

### Riepilogo fasi finali disputate
| Anno           | Luogo       | Evento | Fase del torneo      | Incontro                             | Risultato |
| 6 luglio 2014  | Timișoara   | CNFA   | Robowl               | Bucharest Rebels - Timișoara 89ers   | 18 - 12   |
| 14 giugno 2015 | Cluj-Napoca | CNFA   | Finale 3º - 4º posto | Timișoara 89ers - Bucharest Warriors | 23 - 20   |
| 25 giugno 2016 | Bucarest    | CNFA   | Finale 3º - 4º posto | Bucharest Warriors - Timișoara 89ers | 12 - 10   |
| 24 giugno 2017 | Buftea      | CNFA   | Finale 3º - 4º posto | Mures Monsters - Timișoara 89ers     | 7 - 17    |
| 30 giugno 2018 | Reșița      | CNFA   | Finale 3º - 4º posto | Timișoara 89ers - Bucharest Warriors | 19 - 7    |
| 15 giugno 2019 | Reșița      | CNFA   | Robowl               | Bucharest Rebels - Timișoara 89ers   | 34 - 14   |